# Adolfo Targioni Tozzetti
Adolfo Targioni Tozzetti ( 13 de febrero de 1823, Florencia - 19 de septiembre de 1902, ibíd.) fue un naturalista y entomólogo italiano.
Fue docente de Botánica, Zoología y Anatomía comparada de invertebrados, en el Instituto de Estudios Superiores de Florencia. Dirigió la fundación de la Estación de Entomología Agraria de esa ciudad, la primera estructura de ese tipo en Europa.
Contribuyó a crear la "Sociedad Entomológica de Italia", siendo el primer presidente, de 1869 a 1895. Publicó más de doscientos artículos, especialmente de filoxera y de Coccidae.

## Algunas publicaciones
- 1867 Studii sulle Cocciniglie. Memorie della Società Italiana di Scienze Naturali. Milán 3: 1-87
- 1868 (separata), 1869. Introduzione alla seconda memoria per gli studi sulle cocciniglie, e catalogo dei generi e delle specie della famiglia dei coccidi. Atti della Società Italiana di Scienze Naturali 11: 721-738
- 1876. [Mytilaspis flavescens sp. n., on orange & citron, Italia. (?=M. anguinus Boisd.).] En italiano. Annali di Agricoltura. (Ministero di Agricoltura, Industria e Commercio). Florencia, Roma 1876: 1-36
- 1879. [Diaspis blankenhornii.] Bollettino della Società Entomologica Italiana, Florencia 1879: 17, 32
- 1879. Notizie e indicazioni sulla malattia del pidocchio della vite o della fillossera (Phylloxera vastatrix).Roma. Tipografía Eredi Botta 1879 (extracto de "Annali di Agricoltura" 1879. N.º 11). en 8°
- 1881. Relazione intorno ai lavori della R. Stazione di Entomologia Agraria di Firenze per gli anni 1877-78. Parte scientifica. Fam. coccidi. Annali di Agricoltura. Ministero di Agricoltura, Industria e Commercio, Florencia, Roma N.º 34: 134-161
- 1884. Relazione intorno ai lavori della R. Stazione di Entomologia Agraria di Firenze per gli anni 1879-80. Art. V. - omotteri. En italiano. Annali di Agricoltura. Ministero di Agricoltura, Industria e Commercio, Florencia, Roma 1884 N.º 86-89: 383-414
- 1886. Sull'insetto che danneggia i gelsi. Rivista di Bachicoltura (1885) 18: 1-3
- 1886. Sull'insetto che danneggia i gelsi. Bollettino della Società Entomologica Italiana 19: 184-186
- 1892. Aonidia blanchardi, nouvelle espèce de cochenille du dattier du Sahara. Memoires de la Société Zoologique de France 5: 69-82

### Libros
- 1858. Notizie della vita e delle opere di Pier Antonio Micheli: Pubblicate per cura di Adolfo Targioni-Tozzetti. Ed. Felice Le Monnier. 446 pp. En línea
- 1860. Ortotteri Agrari Cioč Dei Diversi Insetti Dell'Ordine Degli Ortotteri Nocivi O VanTaggiosi All'Agricoltura O All'Economia Domestica E Principalmente D. Reeditó en 2010 BiblioBazaar, 310 pp. ISBN 1143088557
- 1867. Studii sulle cocciniglie. Ed. Coi tipi di Giuseppe Bernardoni. 87 pp. En línea
- 1891 Animali ed insetti del tabacco in erba e del tabacco secco. Con 100 figure intercalate e 3 tavole litografiche. Firenze-Roma : Tip. de Hnos. Bencini. 346 pp.

- La abreviatura «Ad.Targ.Tozz.» se emplea para indicar a Adolfo Targioni Tozzetti como autoridad en la descripción y clasificación científica de los vegetales.[1]

## Fuente
- Cesare Conci & Roberto Poggi. 1996. Iconography of Italian Entomologists, with essential biographical data. Memoria de la Sociedad Entomológica Italiana, 75 : 159-382. ISSN 0373-8744